# 国有資産等所在市町村交付金
国有資産等所在市町村交付金（こくゆうしさんとうしょざいしちょうそんこうふきん、以下、「市町村交付金」）とは、国や都道府県等地方公共団体が交付金を交付する年度の前年3月31日現在で所有する固定資産のうち、使用の実態が民間の所有のものと類似しているものについて、その固定資産が所在する市町村（東京都23区に対しては東京都）に対して、地方税法で定める固定資産税の代わりに交付される交付金である。
法律上では国有資産等所在市町村交付金法で定められており名前こそ交付金だが、算定の仕方は基本的に固定資産税と同じで、土地、家屋、償却資産の区分があり、それぞれの算定標準額（固定資産税では課税標準額という。市町村交付金は税ではないので課税標準額とは言わない）を合算し、その1.4%を市町村に交付する。また、交付金でありながら市町村での予算上では市町村税の区分に入れられ、固定資産税と一緒の扱いにされる。
ただし、下記のとおり固定資産税とは細部が異なっている。

## 固定資産税との相違点
- 固定資産税では基準日が課税年の1月1日現在となっているのに対し、市町村交付金は前年3月31日現在となっている。
- 固定資産税では条例で税率を変更可能だが、市町村交付金については1.4%から変更できない。
- 固定資産税のように免税点（土地30万円、家屋20万円、償却資産150万円）はなく、少額でも交付される。
- 固定資産税でいう評価替えは3年に一度行われるが、国が交付する市町村交付金は国有財産法施行令第23条により毎年改定される（2011年8月30日の改正から施行しており、それ以前は5年に一度）。また、都道府県等地方公共団体が交付する市町村交付金はその条例、規則等に従う。
- 市町村交付金でも住宅用地の特例が存在するが、固定資産税での乗率（1/3、1/6）の他に2/5の乗率が存在する。
- 市町村交付金では固定資産税のように納期が期別に分かれておらず、市町村は請求書を毎年4月30日までに送付し、省庁等は6月30日までに交付する。

## 市町村納付金
国有資産等所在市町村交付金法は、当初国有資産等所在市町村交付金及び納付金に関する法律として1956年に制定され、市町村交付金の他に市町村納付金が存在した。納付金とは、日本国有鉄道、日本電信電話公社、日本専売公社の旧三公社に対して課せられるもので、特徴としては、基準日が交付金と異なり固定資産税と同じ納付年の1月1日となっていたり、納期限は7月31日と12月31日の2回に分けて納付される等市町村交付金と固定資産税の中間的なものになっていた。それが、旧三公社がそれぞれ民営化されてから廃止となり、法律の名称に現在のものに変わったが、2003年、日本郵政公社の発足により一時的に納付金が復活し、2007年、郵政民営化により、再び廃止となり現在に至っている。